# Operadors de creació i aniquilació
Els operadors de creació i els operadors d'aniquilació són operadors matemàtics que tenen aplicacions generalitzades en mecànica quàntica, especialment en l'estudi d'oscil·ladors harmònics quàntics i sistemes de moltes partícules. Un operador d'aniquilació (normalment indicat {\displaystyle {\hat {a}}}) redueix en un el nombre de partícules en un estat donat. Un operador de creació (normalment indicat {\displaystyle {\hat {a}}^{\dagger }}) augmenta el nombre de partícules en un estat donat en un, i és l'adjunt de l'operador d'aniquilació. En molts subcamps de la física i la química, l'ús d'aquests operadors en lloc de funcions d'ona es coneix com a segona quantització. Van ser presentats per Paul Dirac.
Els operadors de creació i aniquilació poden actuar sobre estats de diversos tipus de partícules. Per exemple, en la química quàntica i la teoria de molts cossos, els operadors de creació i aniquilació sovint actuen sobre els estats d'electrons. També poden referir-se específicament als operadors d'escala per a l'oscil·lador harmònic quàntic. En aquest últim cas, l'operador de creació s'interpreta com un operador de pujada, afegint una quantitat d'energia al sistema d'oscil·lador (de la mateixa manera per a l'operador de baixada). Es poden utilitzar per representar fonons. La construcció d' Hamiltonians utilitzant aquests operadors té l'ººººavantatge que la teoria satisfà automàticament el teorema de descomposició de clúster.
Les matemàtiques per als operadors de creació i aniquilació dels bosons són les mateixes que per als operadors d'escala de l'oscil·lador harmònic quàntic. Per exemple, el commutador dels operadors de creació i aniquilació que estan associats amb el mateix estat de bosó és igual a un, mentre que tots els altres commutadors desapareixen. No obstant això, per als fermions les matemàtiques són diferents, que inclouen anticomutadors en lloc de commutadors.

### Operadors d'escala per a l'oscil·lador harmònic quàntic
En el context de l'oscil·lador harmònic quàntic, es reinterpreta els operadors d'escala com a operadors de creació i aniquilació, afegint o restant quants fixos d'energia al sistema oscil·lador.
Els operadors de creació/aniquilació són diferents per als bosons (espín sencer) i els fermions (espin mig sencer). Això es deu al fet que les seves funcions d'ona tenen propietats de simetria diferents.
Considereu primer el cas bosònic més simple dels fotons de l'oscil·lador harmònic quàntic. Comenceu amb l'equació de Schrödinger per a l'oscil·lador harmònic quàntic independent del temps unidimensional,
{\displaystyle \left(-{\frac {\hbar ^{2}}{2m}}{\frac {d^{2}}{dx^{2}}}+{\frac {1}{2}}m\omega ^{2}x^{2}\right)\psi (x)=E\psi (x).}Fer una substitució de coordenades per no dimensionar l'equació diferencial
{\displaystyle x\ =\ {\sqrt {\frac {\hbar }{m\omega }}}q.}L'equació de Schrödinger per a l'oscil·lador esdevé
{\displaystyle {\frac {\hbar \omega }{2}}\left(-{\frac {d^{2}}{dq^{2}}}+q^{2}\right)\psi (q)=E\psi (q).}
Cal tenir en compte que la quantitat {\displaystyle \hbar \omega =h\nu } és la mateixa energia que la trobada per als quants de llum i que el parèntesi de l'Hamiltonià es pot escriure com
{\displaystyle -{\frac {d^{2}}{dq^{2}}}+q^{2}=\left(-{\frac {d}{dq}}+q\right)\left({\frac {d}{dq}}+q\right)+{\frac {d}{dq}}q-q{\frac {d}{dq}}.}

## Operadors generalitzats de creació i aniquilació
Gràcies a la teoria de la representació i les àlgebres C*, els operadors derivats anteriorment són en realitat una instància específica d'una noció més generalitzada d'operadors de creació i aniquilació en el context de les àlgebres CCR i CAR. Matemàticament i encara més generalment, els operadors d'escala es poden entendre en el context d'un sistema arrel d'un grup de Lie semisimple i l'àlgebra de Lie semisimple associada sense la necessitat de realitzar la representació com a operadors en un espai de Hilbert funcional.

## Operadors de creació i aniquilació d'equacions de reacció-difusió
La descripció de l'operador d'aniquilació i creació també ha estat útil per analitzar les equacions clàssiques de difusió de la reacció, com la situació en què un gas de molècules {\displaystyle A} difonen i interactuen en contacte, formant un producte inert: {\displaystyle A+A\to \emptyset }. Per veure com aquest tipus de reacció es pot descriure pel formalisme de l'operador d'aniquilació i creació, considereu-ho {\displaystyle n_{i}} partícules en un lloc i en una xarxa unidimensional. Cada partícula es mou cap a la dreta o cap a l'esquerra amb una certa probabilitat, i cada parell de partícules del mateix lloc s'aniquila mútuament amb una altra probabilitat determinada.

## Operadors de creació i aniquilació en teories quàntiques de camps
En teories de camp quàntics i problemes de molts cossos es treballa amb operadors de creació i aniquilació d'estats quàntics, {\displaystyle a_{i}^{\dagger }} i {\displaystyle a_{i}^{\,}}. Aquests operadors canvien els valors propis de l'operador numèric,
{\displaystyle N=\sum _{i}n_{i}=\sum _{i}a_{i}^{\dagger }a_{i}^{\,},} per un, en analogia amb l'oscil·lador harmònic. Els índexs (com ara {\displaystyle i} ) representen nombres quàntics que etiqueten els estats d'una sola partícula del sistema; per tant, no són necessàriament números únics. Per exemple, una tupla de nombres quàntics {\displaystyle (n,\ell ,m,s)} s'utilitza per etiquetar estats en l'àtom d'hidrogen.